# モヤ・ドッド
モヤ・ドッド（英語: Moya Dodd, 1965年4月30日 – ）はオーストラリアの元女子サッカー選手、弁護士。現在はアジアサッカー連盟 (AFC) の副会長を務めている。

## 経歴
1965年、南オーストラリア州アデレードで3人兄弟の末っ子として生まれる。父親は消防署員で、ドッドは半分中国人の血を引いていた。1979年にアデレード港の全年齢女子チームに加入してデビューを果たす。1986年に初めてオーストラリア代表に招集された。1989年にアデレード大学ロー・スクールを卒業するとシドニーへ移住した。ドッドはオーストラリア代表で5年間副キャプテンを務めたが、1995年に負傷による膝前十字靭帯断裂が原因で現役を引退した。
シドニーの法律事務所、ギルバート+トビンに所属している。
2007年、オーストラリアサッカー連盟理事に就任した。2009年にAFCの副会長に選出された。また、AFC理事会女子部会の副会長、議長を務めており、AFC内における女子サッカーの普及活動の拡大に取り組んでいる。